# Bancroft (Iowa)
Bancroft é uma cidade localizada no estado americano de Iowa, no Condado de Kossuth.

## Demografia
Segundo o censo americano de 2000, a sua população era de 808 habitantes.
Em 2006, foi estimada uma população de 753, um decréscimo de 55 (-6.8%).

## Geografia
De acordo com o United States Census Bureau tem uma área de
1,4 km², dos quais 1,4 km² cobertos por terra e 0,0 km² cobertos por água. Bancroft localiza-se a aproximadamente 360 m acima do nível do mar.

## Localidades na vizinhança
O diagrama seguinte representa as localidades num raio de 16 km ao redor de Bancroft.